# Gajewo (powiat świecki)
Gajewo – wieś kociewska w Polsce położona w województwie kujawsko-pomorskim, w powiecie świeckim, w gminie Nowe, przy linii kolejowej nr 131 Chorzów Batory – Tczew.
| SIMC    | Nazwa              | Rodzaj    |
| ------- | ------------------ | --------- |
| 0092870 | Gajewo-Zabudowania | część wsi |
| 0092887 | Zawada             | część wsi |

Miejscowość jest siedzibą sołectwa Gajewo, w którego skład wchodzą również miejscowości Zabudowania Gajewskie i Zawada.
W latach 1975–1998 miejscowość administracyjnie należała do województwa bydgoskiego.